# Брыксин, Александр Яковлевич
Александр Яковлевич Брыксин (17 июня 1923 — 13 ноября 2020) — советский военный лётчик-испытатель, заслуженный лётчик-испытатель СССР, лауреат Ленинской премии, полковник.

## Биография
Родился в 1923 году в деревне Ярославка. Член КПСС.
С 1941 года — на военной службе, общественной и политической работе. В 1941—1986 гг. — лётчик-инструктор Тамбовской ВАШЛ, лётчик 1-й запасной авиабригады, участник Великой Отечественной войны: лётчик, командир звена 593-го штурмового авиационного полка на 1-м Прибалтийском и 2-м Белорусском фронтах с 86 боевыми вылетами на Ил-2, на службе в строевых частях ВВС, выпускник Военно-воздушной инженерной академии имени Н. Е. Жуковского, лётчик-испытатель 4-го управления ГК НИИ ВВС, помощник начальника лётно-испытательного комплекса ГосНИИ ГА по методической работе.
Совершил официальные испытания Ан-8, Ан-22, участник испытаний самолётов Ан-10A, Ан-26.
Лауреат Ленинской премии. Заслуженный лётчик-испытатель СССР.
Жил в Щёлкове.
Скончался 13 ноября 2020 года. Похоронен с воинскими почестями на Федеральном военном мемориальном кладбище.